# Fuerte de Mazalquivir
El Fuerte de Mazalquivir (Bordj El  Marsa en árabe) es una fortificación de época española situada en Mazalquivir, Argelia. En la actualidad forma parte de las instalaciones de la base naval de Mazalquivir.

## Historia
Edificada sobre una fortificación del siglo XIV del sultán Abu El Hasán. Los trabajos previos para la toma de Mazalquivir en 1505 incluían la descripción de esta fortificación por el veneciano Vianelli. Describió su forma y defensas, guarnición, puente levadizo y cisternas.
La plaza fuerte de Mazalquivir se constituyó como presidio y fue su fuerte reformado en 1514. Posteriormente fue inspeccionado por Per Afán de Ribera y Francisco de Sotomayor para que se realizara la disposición de mejoras en la construcción y para su guarnición. Las obras de 1562 correspondieron a Juan Bautista Calvi y Bartolomeo Quesada: disponía de ocho torres y tenía forma cuadrangular. Albergaba unas sesenta casas, la vivienda del alcaide, la torre de la Campana, torre de la Traición, bastión de artillería, reducto e iglesia. De esta época data el fuerte de San Salvador sobre el monte San Miguel para la defensa del fuerte de Mazalquivir, que fue abandonado tras el sitio de 1563. Tras el asedio de 1563 las obras de reparación fueron encargadas a Juan Bautista  Antonelli, que realizó los baluartes de Santiago, San  Felipe, San Juan y la Cruz. A Vespasiano I Gonzaga se le debe la fortificación de la punta del Calvario, instalándose en este sector la residencia del gobernador, cuarteles, patios de armas y otras instalaciones auxiliares. El Fratín  intervino también en el fuerte de Mazalquivir con la construcción del revellín entre los baluartes de Santiago y San Felipe, donde se encontraba la puerta de entrada.
La comunicación con Orán se realizaba vía marítima y, excepcionalmente por un camino por el fuerte San Gregorio.
Durante el siglo XVII no se acometieron obras. En abril de 1708 esta fue la última fortificación del doble presidio de la ciudad de Orán y villa de Mazalquivir en capitular, siendo ocupadas por el imperio Otomano.
A partir de 1732 con la segunda etapa de ocupación española se mantuvo la fortificación y se realizaron obras menores de acondicionamiento. En 1752 José Muñoz se encarga de la instalación de un faro.
Fue dañado durante el ataque a Mazalquivir de 3 de julio de 1940 durante la II Guerra Mundial, por el que la Royal Navy destruyó la flota francesa.

## Descripción
Forma parte de la base naval de la Armada Nacional de Argelia en Mazalquivir.